# Phrynarachnini
Phrynarachnini Simon, 1895 è una tribù di ragni appartenente alla famiglia Thomisidae.

## Distribuzione
I tre generi oggi noti di questa tribù sono diffusi in Africa, prevalentemente in Madagascar e in Asia orientale e sudorientale (solo il genere Phrynarachne).

## Tassonomia
A dicembre 2013, gli aracnologi riconoscono 3 generi appartenenti a questa tribù:
- Iphoctesis Simon, 1903 - Madagascar
- Phrynarachne Thorell, 1869 - Myanmar, Cina, Sri Lanka, Taiwan, Giappone, Madagascar, Giava, Cambogia, Etiopia, Corea, Costa d'Avorio
- Trichopagis Simon, 1886 - Gabon, Guinea, Sudafrica, Madagascar